# Hans Steger
Pour les articles homonymes, voir Steger.
Hans Steger, né le 4 avril 1907 à Burghausen dans le royaume de Bavière et mort le 18 septembre 1989 à Alpe de Siusi (Seiser Alm) dans le Sud-Tyrol en Italie, est un alpiniste allemand auteur de premières ascensions extrêmement difficiles dans les Dolomites dans la période de l'entre-deux-guerres.

## Biographie
Hans Steger est né à Burghausen à la frontière austro-allemande et a vécu par intermittence à Munich. Il se lance tôt dans le sport et plus particulièrement dans la boxe, discipline dans laquelle il devient champion junior. Avant de se lancer dans l'alpinisme, il pratique différents métiers : ébéniste, docker à Gênes, menuisier à Rome et garçon d'écurie à Naples. Après 1926, il décide de s'installer à Bolzano. C'est à ce moment qu'il s'initie à l'escalade. Il se marie le 27 juillet 1942 à Innsbruck avec Paula Wiesinger, alpiniste et skieuse italienne de renom avec qui il accomplit de nombreuses ascensions. C'est avec elle qu'il connaît ses plus grands succès en alpinisme. Deux de leurs premières ascensions, la première Tour de Sella et la Punta Emma, appartiennent encore actuellement aux voies d'escalade les plus engagées dans les Dolomites.

### Alpiniste
Il se familiarise rapidement avec la montagne. Dès 1927, il réussit la troisième ascension de la voie Dibona au Croz dell'Altissimo et la deuxième ascension de la voie Preuss à la Guglia di Brenta. Lors de l'une de ses ascensions, il rencontre Paula Wiesinger, une des femmes alpinistes les plus fortes de son époque. À partir de 1928, ils conjuguent leurs forces et grimpent souvent de concert. Steger et Wiesinger forment un couple à la vie et à la montagne : les deux sont ambitieux, ont le goût de l'action et ont le même niveau élevé de performance alpine, atteignant le sixième degré de difficulté (extrêmement difficile). Paula est spécialiste des fissures et des cheminées alors que Hans est spécialiste des dalles.
Steger et Wiesinger ouvrent dans les Dolomites les voies les plus difficiles, en septembre 1928 à la paroi nord de la Cima Una ou la paroi sud de la Torre Winkler aux tours de Vajolet dans le Catinaccio. Le carnet de courses de Steger mentionne ainsi une multitude de grandes voies dans les Dolomites.

### Alpiniste, moniteur de ski et hôtelier
Avec Paula Wiesinger, Steger a fait de l'alpinisme avec Albert Ier, roi des Belges, chaque été de 1931 à 1933, au mois d'août. Après l'accident du roi, son fils et successeur sur le trône de Belgique, Léopold III, sollicite Steger et Wiesinger pour réaliser de nouvelles ascensions. Steger et Léopold réalisent de nombreuses escalades difficiles dans les Dolomites entre 1934 et 1939, dont certaines avec Wiesinger.
L'amitié entre Steger et Léopold a encore duré longtemps après la Seconde Guerre mondiale. Les rois Albert et Leopold n'étaient pas des clients payants, tout était fait par amitié. Cela a cimenté la réputation de Steger.
Pendant l'hiver, il travaille comme professeur de ski et, en 1932, et il est nommé entraîneur de l'équipe nationale italienne de ski alpin.
Par la suite, Steger acquiert avec son épouse, Paula Wiesinger, la Dellaihütte (ou rifugio Dellai) sur l'alpage du Seiser Alm et le transforment en hôtel Steger-Dellai. Pendant que Paula gère l'hôtel, Steger est entraîneur de ski. Il décède en 1989 à l'Alpe de Siusi. Après le décès de Paula Wiesinger en 2001, l'hôtel est transmis à une fondation qui, à côté de l'hôtel, a la mission d'assurer le maintien et la promotion de l'Alpe de Siusi. En 2006, a été inauguré le sentier de grande randonnée « Hans et Paula Steger » sur l'Alpe de Siusi en mémoire du couple Wiesinger-Steger.

## Palmarès

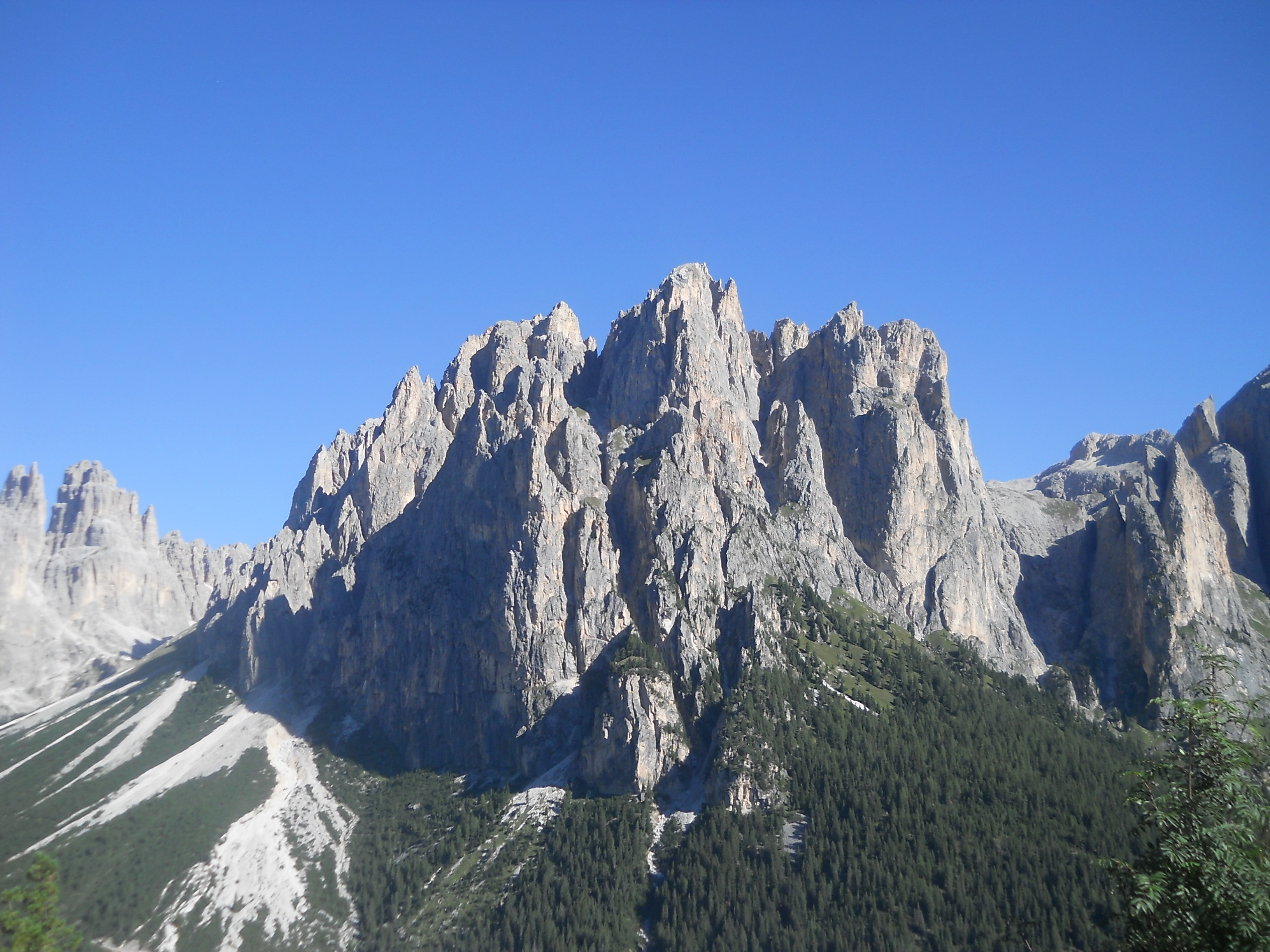
Catinaccio et tours du Vajolet.

Hans Steger a effectué un grand nombre de premières ascensions. Beaucoup de celles-ci sont extrêmement difficiles dont : 
- 1928 : face ouest de la Brenta Alta Cima, pilier sud-sud-ouest du Croz dell’Altissimo, face nord-ouest de la première Tour de Sella, paroi nord directe de la Cima Una ;
- 1929 : Torre Winkler aux tours de Vajolet (groupe du Catinaccio) face sud directe, Torre Guglia Franca (groupe du Catinaccio) par la paroi sud, Cima Catinaccio par la face est directe, Punta Emma (groupe du Catinaccio) par la paroi sud-est ;
- 1931 : face nord-ouest de la Torre Undici ;
- 1933 : Dolomites de Brenta : face sud de la Punta di Campiglio sommet ouest (avec Paula Wiesinger, Albert Ier, Aldo Bonacossa) ;
- 1934 : face nord de la cima Catinaccio.